# ジェームズ・バーナード (第4代バンドン伯爵)

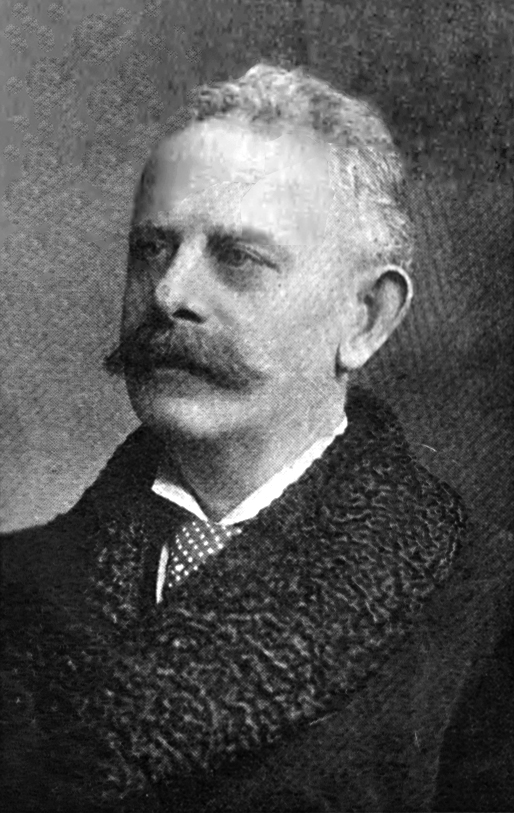
第4代バンドン伯爵、1900年撮影。

第4代バンドン伯爵ジェームズ・フランシス・バーナード（英語: James Francis Bernard, 4th Earl of Bandon KP、1850年9月12日 – 1924年5月18日）は、アイルランド島出身で、イギリスのアイルランド貴族、アイルランド貴族代表議員。アイルランド独立戦争で活躍した初代ミドルトン伯爵セントジョン・ブロドリックは従兄弟にあたる。

## 略歴

### 出生
第3代バンドン伯爵フランシス・バーナードと妻キャサリン・メアリー（Catherine Mary、旧姓ウィットモア（Whitmore）、1873年12月15日没、トマス・ウィットモアの長女）の息子として、1850年9月12日に生まれた。
1874年から1877年までアイルランド総督のエー＝ド＝カン（副官）を務め、1877年2月17日に父が死去するとバンドン伯爵位を継承した。

## IRAの戦闘
1921年6月21日、コーク県バンドン近郊の居城バーナード城が、ショーン・ヘイルズ指揮下のアイルランド共和軍によって焼失した。これは、アイルランドでイギリスが戒厳令を出していた地区の家を焼き討ちしたことに対する報復措置であった。地元のIRAの指導者トム・バリーは、アイルランド農民の報復だと語った。
バンドン伯爵は誘拐され、7月12日に解放されるまでの6週間、人質となった。IRAは、イギリスがIRAの囚人を死刑にすれば、バンドン伯爵を処刑すると脅した。監禁中、バンドン伯爵は交渉カードとして丁重に扱われた。トム・バリーは後に、この誘拐は1921年の英愛条約と停戦に役割を果たしたと信じると述べた。

### 死去
1924年5月18日に死去、叔父チャールズ・ブロドリックの曽孫にあたるパーシー・ロナルド・ガードナー・バーナードが爵位を継承した。

## 財産
調停により1876年にコーク県の不動産を、1895年と1896年に、代理人リチャード・ウィーラー・ドハーティへの土地の抵当、ジョージとジョン・ジョーンズとドハティの弁護士任命などの再編を行った。1875年にコーク統監に任命された。

## 家族
1876年6月22日、ジョージアナ・ドロシア・ハリエット・エヴァンス＝フリーク（Georgiana Dorothea Harriet Evans-Freke、1931年以降没、第7代カーベリー男爵ジョージ・エヴァンス＝フリークの娘）と結婚したが、2人の間に子供はいなかった。